# Primer (film)
Primer is een Amerikaanse sciencefictionfilm uit 2004 geschreven, geproduceerd en geregisseerd door Shane Carruth. Het is een lowbudgetfilm over het gebruik van een tijdmachine. De film ging in première op 16 januari op het Sundance Film Festival en werd beloond met de Grand Jury Prize. Primer heeft in de loop van de jaren een cultstatus gekregen.

## Verhaal
Vier ingenieurs, Aaron, Abe, Robert en Phillip  werken voor een groot bedrijf overdag en hebben een eigen bedrijf in Aaron's garage 's nachts, waar ze JTAG-kaarten maken en verkopen. Deze opbrengst gebruiken ze als financiering voor onderzoek en hun eigen uitvindingen. Hun nieuwste project is een machine die gemaakt is om het gewicht van een object te reduceren. De machine heeft echter een bijeffect en Abe vermoedt dat het object door de tijd reist. In het geheim bouwt hij verder aan een prototype van een tijdmachine, net groot genoeg om zelf in plaats te nemen. Na een klein experiment maakt hij Aaron deelgenoot van zijn geheim. Samen bouwen ze een grotere tijdmachine en gebruiken die om te speculeren op de effectenbeurs. Als het fout loopt probeert Abe in de tijd terug te reizen om te voorkomen dat Aaron de tijdmachine bouwt en gebruikt.

## Rolverdeling
| Acteur           | Personage      |
| ---------------- | -------------- |
| David Sullivan   | Abe            |
| Casey Gooden     | Robert         |
| Anand Upadhyaya  | Phillip        |
| Carrie Crawford  | Kara           |
| Samantha Thomson | Rachel Granger |
| Brandon Blagg    | Will           |

## Productie
Primer is een lowbudgetfilm die met een budget van 7000 US$ werd geproduceerd en in vijf weken werd opgenomen, waarbij Carruth instond voor de regie, productie, muziek, cinematografie, montage, scenario en ook de hoofdrol vertolkte omdat hij naar eigen zeggen geen geschikte acteur vond voor de rol. De rest van de cast bestond uit vrienden en familieleden. De film kwam na zijn première beperkt in de bioscoopzalen in de Verenigde Staten maar groeide later uit tot een cultfilm.

## Achtergrond
De film onderscheidt zich doordat er geen werk is gemaakt van imponerende decors of speciale effecten. De nadruk ligt op de persoonlijke ontwikkeling van de hoofdrolspelers. Zij hebben zich nooit druk gemaakt om ethische vraagstukken en kunnen daarom ook niet omgaan met de verantwoordelijkheid die het bezit van een tijdmachine met zich meebrengt.
Het verwarrende aan de film is dat je niet altijd door hebt naar welke tijdlijn je kijkt omdat er meerdere malen heen en weer gereisd wordt. Overigens worden de woorden tijdmachine en tijdreizen in de hele film geen één keer gebruikt.
Carruth wilde in zijn film benadrukken dat veel wetenschappelijke ontdekkingen, bij toeval, op onbeduidende plaatsen zijn gedaan in plaats van in grote laboratoria.
In de film wordt een broodjeaapverhaal aangehaald. Dit gaat over de NASA die miljoenen dollars stak in het ontwikkelen van een pen die onder gewichtloosheid kon worden gebruikt. Toen het maar niet wilde lukken ontdekte men dat de Russen het probleem reeds hadden opgelost door een simpel potlood te gebruiken.

## Prijzen
- Grand Jury Prize, Sundance Film Festival in 2004.[3]
- Alfred P. Sloan Prize voor films over wetenschap en technologie, Sundance Film Festival 2004.
- Best Writer/Director (Shane Carruth) op het Nantucket Film Festival in 2004.[4]
- Best Feature op het London International Festival of Science Fiction in 2005.